# James Rodríguez
Pour les articles homonymes, voir James et Rodríguez.
Rodríguez  Rubio est un nom espagnol. Le premier nom de famille, en général paternel, est Rodríguez ; le second, en général maternel, souvent omis, est Rubio.
James David Rodríguez Rubio, dit James Rodríguez ou simplement James, né le 12 juillet 1991 à Cúcuta en Colombie, est un footballeur international colombien qui évolue au poste de milieu offensif au Club León. 
Il possède également la nationalité espagnole depuis 2019.
James commence sa carrière en Colombie puis rejoint l'équipe argentine de Banfield. Il se fait connaître en Europe lors de son passage au FC Porto, remportant plusieurs trophées et récompenses individuelles au cours de trois saisons. En 2014, il quitte l'AS Monaco pour le Real Madrid pour un transfert de 80 millions d’euros, le montant le plus cher pour un joueur colombien. Après une première saison réussie où il est nommé dans l'équipe-type de la Liga, il perd progressivement sa place. En 2017, il est prêté au club allemand du Bayern Munich pour deux ans puis, après un bref retour au Real, retrouve son ancien entraîneur Carlo Ancelotti en Premier League à Everton. Il rejoint ensuite le club d’Al-Rayyan au Qatar puis l'Olympiakos en Grèce avant de retourner en Amérique du Sud dans le club brésilien de São Paulo.
Sur le plan international, James débute avec l'équipe colombienne des moins de 20 ans, avec laquelle il remporte le tournoi de Toulon 2011. Repéré pour ses performances lors de la Coupe du monde U-20, il est régulièrement appelé dans l'équipe senior à partir de l'âge de 20 ans. Il dispute ainsi la Coupe du monde 2014 et 2018, remportant le Soulier d'or en 2014 et étant inclus dans l'équipe-type de la compétition. Il représente également son pays à la Copa América en 2015, 2016, 2019 et 2024, remportant une médaille de troisième place en 2016 et atteignant la finale en 2024, où il reçoit le trophée du meilleur joueur du tournoi lors de cette dernière.

## Biographie

### Carrière en club

#### Envigado FC (2004-2008)
En 2004, à l'âge de 13 ans, James arrive à l'Envigado FC, basé à Envigado, ville limitrophe de Medellín. Fin 2006, le club, récemment descendu en Primera B, la deuxième division, fait face à d'importants problèmes financiers et doit compter sur ses plus jeunes joueurs pour se relancer. À 16 ans, en 2007, James Rodríguez, pur gaucher, est lancé dans le grand bain des professionnels par son entraîneur d'alors, Jesús Barrios. James Rodríguez est impressionnant d'efficacité malgré son jeune âge, marque 11 buts en 15 matchs et aide son club à remporter la Primera B 2007, obtenant ainsi un ticket direct pour l'élite. Par la suite, il ne jouera pas en première division colombienne, retournant jouer avec les jeunes. Cependant, plusieurs recruteurs s’intéressèrent à lui.

#### CA Banfield (2008-2010)
En janvier 2008, le club argentin du CA Banfield l'obtient sous la forme d'un prêt de deux ans. Il passe la première année au sein de la réserve avant de faire ses débuts le 7 février 2009. Quelques semaines plus tard, le 23 février, il marque son premier but lors d'une victoire 3-1 contre CA Rosario Central et devient le plus jeune joueur étranger à marquer un but dans le championnat d'Argentine de football, à 17 ans. Le 26 septembre 2009, il marque son second but lors de la victoire 2-1 contre Newell's Old Boys, le but le plus important de sa carrière et de l'histoire de son club[réf. souhaitée], puisqu'il lui permet d'être sacré, et ce pour la première fois, champion d'Argentine 2009 (tournoi d'ouverture).
En décembre 2009, à la suite de ses excellentes prestations, le club italien de l'Udinese obtient la priorité sur son transfert dès la fin de la prochaine Copa Libertadores 2010, que son club aura le droit de jouer, étant champion d'Argentine. Le 13 février 2010, il marque un but extraordinaire du pied gauche, un lob face aux principaux rivaux lors du derby contre le CA Lanús. Dès le lendemain, la presse compare son style à celui de Cristiano Ronaldo et l'affuble du surnom de « James Bond de Banfield ». Lors de la Copa Libertadores 2010, il ne fera que confirmer toute la confiance placée en lui, marquant 5 buts en 8 matchs, permettant au CA Banfield d'atteindre les huitièmes de finale, où ils seront éliminés par le futur vainqueur, les Brésiliens de l'Internacional.
La Copa Libertadores achevée et la saison terminée en Argentine, James Rodríguez reçoit différentes offres européennes de plusieurs grands clubs européens comme Arsenal FC. Au CA Banfield, il aura notamment fréquenté quelques joueurs de renom dont son compatriote, l'international Jairo Patiño.

#### FC Porto (2010-2013)
Malgré une priorité sur son transfert, il ne rejoint pas l'Udinese Calcio. La Juventus FC fait aussi part de son intérêt, tout comme l'Espanyol Barcelone de l'Argentin Mauricio Pochettino, mais aussi la SS Lazio et le Benfica Lisbonne. Le 6 juillet 2010, les Portugais du FC Porto annoncent que James vient de signer un contrat de 4 ans pour 5,1 millions d'euros avec une clause libératoire fixée à 30 millions d'euros. Cependant le 15 octobre 2010, FC Porto vendra 35 % du passé de James à la société Gol Football Luxembourg, évalué à 2,55 millions d'euros. Il y porte le numéro 19 et rejoint deux compatriotes, Falcao et Fredy Guarín, ce dernier qu'il a connu à l'Envigado FC.
James fait ses débuts lors d'un match amical de pré-saison, le 18 juillet 2010 face à l'Ajax Amsterdam et marque le seul but du match avant de disparaître des feuilles de match, son entraîneur, André Villas-Boas, le laissant grandir avec la réserve tout en le faisant s'entraîner avec les professionnels. Le 16 octobre 2010, il joue son premier match officiel contre le petit club de Limianos en Coupe du Portugal, en entrant à la 68e minute. Victoire 4-1 du FC Porto. Le 25 octobre 2010, il entre de nouveau à 20 minutes de la fin lors de la victoire 5-1 sur l'União Desportiva de Leiria, son premier match en championnat du Portugal. De nouveau, André Villas-Boas lui offre du temps de jeu, 8 minutes, lors du grand derby du 7 novembre 2011 face au Benfica Lisbonne, et victoire historique du FC Porto, qui l'emporte 5-0 grâce notamment à deux doublés, d'abord celui de son compatriote colombien Radamel Falcao puis celui du Brésilien Hulk.
À la mi-novembre 2010, l'agent de James Rodríguez révèle que l'Espanyol Barcelone, déjà intéressé par le joueur par le passé, souhaite obtenir son prêt avec option d'achat, dès janvier 2011. Le 11 décembre 2010, son entraîneur lui offre sa première titularisation en Coupe du Portugal, et victoire 4-0 du FC Porto face à la Juventude de la ville d'Évora. Peu après, le 15 décembre 2010, son entraîneur le titularise de nouveau alors que son club reçoit les Bulgares du CSKA Sofia pour le compte de la Ligue Europa. Victoire 3-1 des Lusitaniens, le troisième but ayant été l'œuvre de James Rodríguez. Le 8 janvier 2011, il marque son premier but en championnat du Portugal, lors de la victoire 4-1 contre le CS Marítimo. Le 26 janvier 2011, il récidive lors de la victoire du FC Porto 3-0 contre le CD Nacional. Le 2 mars 2012, James Rodríguez rentre à la 58e minute. Avant que le Colombien soit rentré, le FC Porto perdait 2 à 1 face aux Aigles mais est dirigé par un James Rodríguez étincelant qui égalise et de plus fait une magnifique passe décisive à son coéquipier Maicon sur coup franc.
Au FC Porto, il fréquente, au jour le jour, des joueurs de renommée européenne voire mondiale comme ses compatriotes Radamel Falcao et Fredy Guarín, mais aussi les Brésiliens Helton, Hulk et Fernando, l'Uruguayen Cristian Rodríguez, l'Argentin Fernando Belluschi ou encore les Portugais João Moutinho et Rolando. À la fin d'une saison 2011-2012 remplie où il s'est imposé comme un titulaire indiscutable en étant décisif contre des équipes comme le Benfica Lisbonne, il est suivi de près par Manchester United et l'Inter Milan.

#### AS Monaco (2013-2014)
Fraîchement sacré champion du Portugal à l'issue d'une saison 2012-2013 indécise jusqu'à la dernière journée, il signe un contrat de cinq ans en faveur de l'AS Monaco pour un transfert estimé à 45 millions d'euros,, ce qui constitue pour une courte période le plus gros transfert du championnat de France de football (avant l'arrivée de son nouveau coéquipier Radamel Falcao une semaine plus tard contre la somme de 60 millions d'euros, puis celle d'Edinson Cavani au Paris Saint-Germain pour 63 millions d'euros).

Lors de la 15e journée de Ligue 1 contre le Stade rennais FC, James Rodríguez inscrit son premier but de la saison à la 19' minute sur coup franc. Lors de la 25e journée de Ligue 1, il s'offre son premier doublé en Ligue 1 au stade Armand-Furiani du SC bastiais, signant ses 4e et 5e buts de la saison en championnat. Le 6 avril 2014, il signe un nouveau doublé contre le FC Nantes, portant son total à 9 réalisations en championnat (victoire 3-1 de l'AS Monaco). Il est par ailleurs passeur décisif sur le but inscrit sur corner et de la tête par Andrea Raggi lors de ce même match. Au terme de la 35e journée de Ligue 1, James Rodríguez porte son compteur à 12 passes décisives et à 9 buts inscrits. Ce qui lui permet d'être au sommet du classement des passeurs, et d'être nommé aux trophées UNFP par deux fois : pour le titre de meilleur joueur mais aussi celui de meilleur espoir.

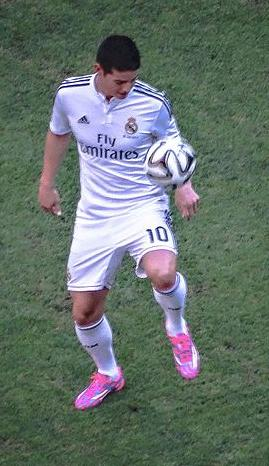
James Rodríguez avec le Real Madrid CF.

El Bandido finit la saison avec l'AS Monaco après la 36e journée et la réception de l'En avant Guingamp, pour mieux se focaliser sur le Mondial 2014 qui l'attend avec la sélection colombienne. Cela ne l'empêchera pas de finir dans l'équipe type de la Ligue 1, et meilleur passeur du championnat avec 12 passes décisives. Récompensant ainsi une première saison réussie, individuellement et collectivement; étant impliqué dans un tiers des buts de l'AS Monaco, et l'équipe finissant deuxième au classement avec 80 points, le record du club.

#### Real Madrid (2014-2020)
Le 22 juillet 2014, James Rodríguez signe au Real Madrid CF pour un contrat de six ans où il portera le no 10 appartenant par le passé à un monstre sacré, Luís Figo, ou plus récemment à Mesut Özil. Son transfert est évalué à près de 80 millions d'euros, soit le troisième plus important transfert de l'histoire et la plus importante vente pour un club de Ligue 1. Il inscrit son premier but de la saison lors de la finale aller de la Supercoupe d'Espagne contre l'Atlético de Madrid, le 19 août 2014 (1-1) mais la défaite 1-0 au retour le 22 août le privera de son premier titre en Espagne.
Le 16 septembre 2014, face au FC Bâle, il inscrit son premier but pour le Real Madrid en Ligue des champions pour une victoire 5-1. Quatre jours plus tard, il inscrit son premier but en Liga contre le Deportivo la Corogne avant de se transformer en passeur décisif pour Cristiano Ronaldo lors de la sévère claque infligée 2-8. Le 4 février 2015, face au Séville FC en match en retard de la 16e journée de Liga, James Rodríguez ouvre le score avant de céder sa place à la 27e minute sur une blessure qui le tiendra éloigné des terrains pendant deux mois (2-1). Les examens supplémentaires révèlent une fracture du cinquième métatarsien du pied droit. Mis régulièrement sur le banc des remplaçants par Rafael Benítez qui devient l'entraîneur du club madrilène à l'été 2015, son statut ne change pas lors de son remplacement par Zinédine Zidane. Alors qu'Arsenal FC, la Juventus FC et Chelsea FC notamment le courtisent, Zidane et les dirigeants du club décident de le garder chez les Merengues.

##### Bayern Munich (2017-2019)
Le 11 juillet 2017, le Real Madrid annonce son départ pour deux saisons au Bayern Munich dans le cadre d'un prêt payant de 5 millions d'euros, avec une option d'achat de 35 millions d'euros. Il inscrit son premier but pour le Bayern le 19 septembre 2017, lors d'une rencontre de championnat face au FC Schalke 04. Il participe ainsi à la victoire de son équipe par trois buts à zéro.

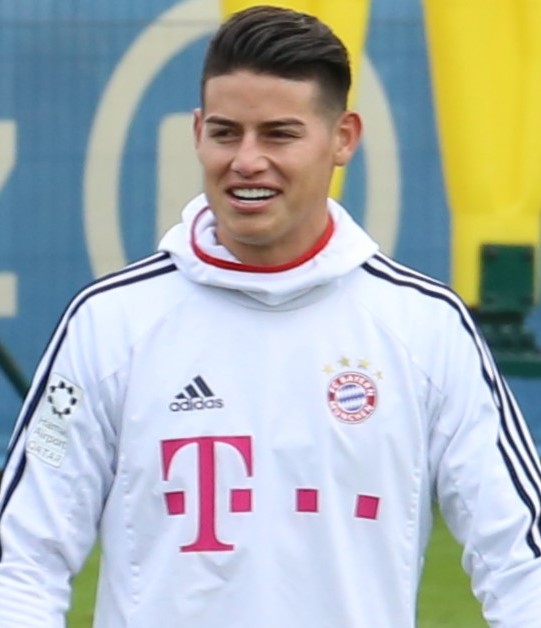
James Rodríguez s'entraînant sur le terrain du Bayern Munich, en janvier 2018.

Le 17 mars 2019 il se fait remarquer lors d'un match de championnat face au FSV Mayence en marquant trois buts. Son équipe s'impose ce jour-là par six buts à zéro.

#### Everton FC (2020-2021)
En septembre 2020, il signe pour deux saisons, avec en plus une en option, à l'Everton FC où il retrouve Carlo Ancelotti, son ancien entraîneur au Real Madrid et au Bayern Munich.
Le 19 septembre 2020, James Rodríguez inscrit son premier but sous le maillot d'Everton à l'occasion de la réception de West Bromwich Albion (victoire 5-2).

#### Al-Rayyan SC (2021-2022)
En septembre 2021, il s’engage en faveur du club qatari Al-Rayyan SC et découvre ainsi un nouveau championnat.

#### Olympiakos (2022-2023)
Après la résiliation de son contrat, il signe à 31 ans un contrat avec le club grec de l'Olympiakos.
Le 17 octobre 2022, James Rodríguez inscrit son premier but sous le maillot de l'Olympiakos à l'occasion d'un match de championnat face au PAOK Salonique. Titulaire, il ne peut toutefois pas empêcher la défaite des siens (1-2 score final). Il se fait remarquer le 13 février 2023 en réalisant un doublé face au Panetolikós FC, en championnat. Titulaire, il délivre également une passe décisive en plus de ses deux buts, et contribue à la victoire de son équipe par six buts à un.
Ce contrat est rompu prématurément en avril 2023.

#### São Paulo FC (2023-2024)
Après avoir résilié son contrat avec l'Olympiakos, Rodriguez signe un contrat de deux ans avec le club brésilien du São Paulo FC le 30 juillet 2023.
Il remporte avec ce club la Coupe du Brésil en 2023.
Après une saison au club et réalisant une excellente Copa América, le joueur souhaite retourner en Europe, il résilie son contrat avec le São Paulo FC le 22 juillet 2024.
Le 22 août 2024, James Rodríguez est annoncé en discussion avec le Rayo Vallecano de Madrid .

#### Rayo Vallecano
Le 26 août 2024, James Rodríguez fait son retour en Espagne en signant librement pour le Rayo Vallecano.

### Carrière internationale

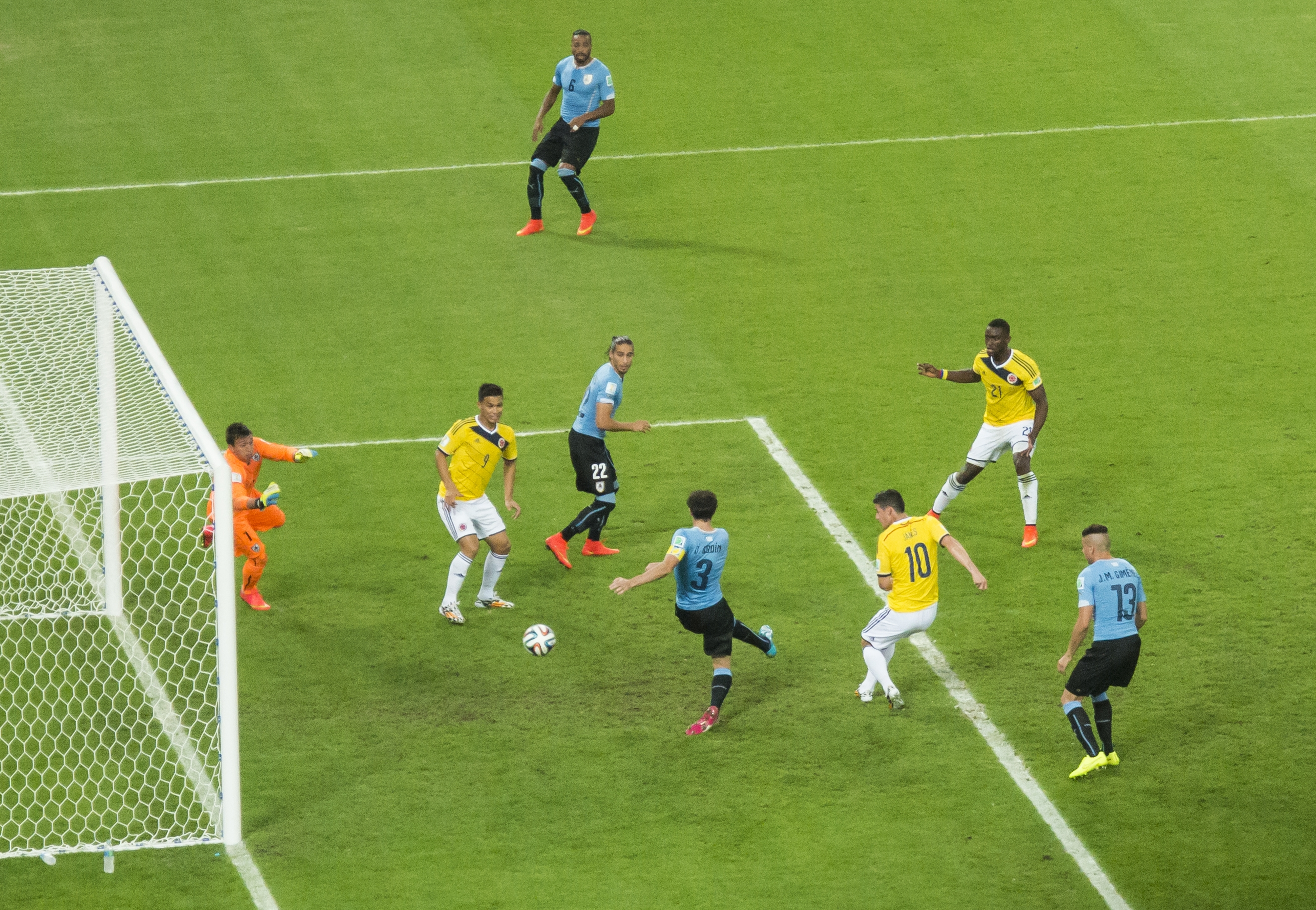
James Rodríguez marquant son deuxième but contre l'Uruguay en huitième de finale lors de la Coupe du monde 2014.

En 2007, James Rodríguez fait partie de l'équipe de Colombie -17 ans avec laquelle il termine vice-champion d'Amérique du Sud, sous les ordres d'Eduardo Lara.
Toujours avec le même sélectionneur, il intègre les moins de 20 ans à l'occasion du championnat d'Amérique du Sud début 2011. La jeune équipe se hisse de justesse dans le tableau final avec un seul succès obtenu aux dépens de la Bolivie (2-1) et deux nuls. La réussite ne leur sourira pas pour autant, puisqu'ils doivent s'incliner tour à tour devant l'Uruguay, le Brésil, le Chili et l'Argentine.
La consécration a lieu en juin 2011 puisqu'il remporte le Tournoi de Toulon 2011 contre l'Équipe de France des moins de 20 ans 1-1 (3 t.a.b à 1). Il est élu meilleur joueur de la compétition. Deux penaltys réussis sont à mettre à son actif pour l'entrée en lice contre le Portugal (1-1) et contre le tenant du titre la Côte d'Ivoire (4-1). Il convertit également son tir au but en finale. Il compte également trois passes décisives.
Dans la foulée il dispute à domicile et en tant que titulaire incontestable la Coupe du monde des moins de 20 ans. Propulsé capitaine, le voilà encore buteur contre l'Équipe de France des moins de 20 ans (s.p.) puis dans le jeu face au Mali. Il se montre encore décisif face au Costa Rica en huitièmes de finale, il permet à ses coéquipiers de s'imposer sur le fil grâce à son but sur penalty dans le temps additionnel (3-2, 90+3). Mais il ne peut éviter l’élimination au tour suivant par le rival mexicain qui les balayent 3-1. Là encore il réussit trois gestes décisifs pour ses coéquipiers.
Le 11 octobre 2011, il honore sa première sélection avec l'équipe nationale de Colombie lors d'une victoire en match amical contre la Bolivie (2-1).
Le 4 juin 2012, James Rodríguez inscrit son premier but en sélection lors d'un match face au Pérou. Cette réalisation permet à son équipe de s'imposer (0-1).
Il participe à partir du mois de juin 2014 à la Coupe du monde au Brésil. Il contribue au succès de la Colombie lors des trois matchs de poule, contre la Grèce (3-0), la Côte d'Ivoire (2-1) ainsi que face au Japon (4-1), en marquant un but dans chaque match et signant deux passes décisives. Il est ainsi par la suite élu meilleur joueur du mondial lors des phases de poules. Le 28 juin 2014, lors du huitième de finale contre l'Uruguay (2-0), il signe un doublé dont une sublime reprise de volée à l'entrée de la surface qui permet à son équipe de se qualifier pour les quarts de finale. Pour la troisième fois en quatre matchs, James Rodríguez est élu homme du match. En quarts, il inscrit le but de son équipe sur pénalty en fin de match mais ne peut empêcher la défaite contre le Brésil (2-1), pays hôte. Il termine meilleur buteur de la Coupe du monde avec six buts. Lors de la Copa América 2016, James Rodríguez marque sur penalty lors du premier match face au pays hôte les États-Unis, pour une victoire 2-0 des Colombiens, lors du second match de poule contre le Paraguay il donne une passe décisive et inscrit son second but dans la compétition.
En mai 2021 il n'est pas retenu par le sélectionneur Reinaldo Rueda avec la sélection colombienne pour participer à la Copa América 2021, le jugeant en méforme. Une décision que le joueur prend très mal, affirmant être en forme pour la compétition. Sans son meneur de jeu la Colombie atteint les demi-finales, battue par le futur vainqueur du tournoi aux tirs au but, l'Argentine. Il fait son retour en sélection en novembre 2021, sans en être le capitaine. Le brassard lui est à nouveau confié à l'arrivée de Néstor Lorenzo en tant que sélectionneur. Il est désigné meilleur joueur de la Copa América 2024 où la Colombie est finaliste.

## Statistiques
| Saison                | Club                  | Championnat           | Championnat | Championnat | Championnat | Coupe nationale | Coupe nationale | Coupe nationale | Coupe de la Ligue | Coupe de la Ligue | Coupe de la Ligue | Supercoupe | Supercoupe | Supercoupe | Compétition(s) continentale(s) | Compétition(s) continentale(s) | Compétition(s) continentale(s) | Compétition(s) continentale(s) | Supercoupe UEFA | Supercoupe UEFA | Supercoupe UEFA | Coupe du monde des clubs | Coupe du monde des clubs | Coupe du monde des clubs | Autres compétitions | Autres compétitions | Autres compétitions | Autres compétitions | Total | Total | Total |
| Saison                | Club                  | Division              | M.          | B.          | P.d.        | M.              | B.              | P.d.            | M.                | B.                | P.d.              | M.         | B.         | P.d.       | Comp.                          | M.                             | B.                             | P.d.                           | M.              | B.              | P.d.            | M.                       | B.                       | P.d.                     | Comp.               | M.                  | B.                  | P.d.                | M.    | B.    | P.d.  |
| 2007                  | Envigado FC           | D2                    | 8           | 0           | 0           | -               | -               | -               | -                 | -                 | -                 | -          | -          | -          | -                              | -                              | -                              | -                              | -               | -               | -               | -                        | -                        | -                        | -                   | -                   | -                   | -                   | 8     | 0     | 0     |
| 2008                  | Envigado FC           | Primera División      | 22          | 9           | 0           | -               | -               | -               | -                 | -                 | -                 | -          | -          | -          | -                              | -                              | -                              | -                              | -               | -               | -               | -                        | -                        | -                        | -                   | -                   | -                   | -                   | 22    | 9     | 0     |
| Sous-total            | Sous-total            | Sous-total            | 30          | 9           | 0           | -               | -               | -               | -                 | -                 | -                 | -          | -          | -          | -                              | -                              | -                              | -                              | -               | -               | -               | -                        | -                        | -                        | -                   | -                   | -                   | -                   | 30    | 9     | 0     |
| 2008-2009             | CA Banfield           | Primera División      | 12          | 1           | 0           | -               | -               | -               | -                 | -                 | -                 | -          | -          | -          | -                              | -                              | -                              | -                              | -               | -               | -               | -                        | -                        | -                        | -                   | -                   | -                   | --                  | 12    | 1     | 0     |
| 2009-2010             | CA Banfield           | Primera División      | 30          | 4           | 6           | -               | -               | -               | -                 | -                 | -                 | -          | -          | -          | CL                             | 8                              | 5                              | 1                              | -               | -               | -               | -                        | -                        | -                        | -                   | -                   | -                   | -                   | 38    | 9     | 7     |
| Sous-total            | Sous-total            | Sous-total            | 42          | 5           | 6           | -               | -               | -               | -                 | -                 | -                 | -          | -          | -          | -                              | 8                              | 5                              | 1                              | -               | -               | -               | -                        | -                        | -                        | -                   | -                   | -                   | -                   | 50    | 10    | 7     |
| 2010-2011             | FC Porto              | Liga Sagres           | 15          | 2           | 9           | 6               | 3               | 2               | 2                 | 0                 | 0                 | -          | -          | -          | C3                             | 9                              | 1                              | 4                              | -               | -               | -               | -                        | -                        | -                        | -                   | -                   | -                   | -                   | 32    | 6     | 15    |
| 2011-2012             | FC Porto              | Liga Sagres           | 26          | 13          | 8           | 1               | 0               | 0               | 3                 | 0                 | 1                 | -          | -          | -          | C1+C3                          | 6+2                            | 1+0                            | 2+0                            | -               | -               | -               | -                        | -                        | -                        | -                   | -                   | -                   | -                   | 38    | 14    | 11    |
| 2012-2013             | FC Porto              | Liga Sagres           | 24          | 10          | 8           | 2               | 0               | 1               | 3                 | 1                 | 1                 | 1          | 0          | 0          | C1                             | 8                              | 1                              | 1                              | -               | -               | -               | -                        | -                        | -                        | -                   | -                   | -                   | -                   | 38    | 12    | 11    |
| Sous-total            | Sous-total            | Sous-total            | 65          | 25          | 25          | 9               | 3               | 3               | 8                 | 1                 | 2                 | 1          | 0          | 0          | -                              | 25                             | 3                              | 7                              | -               | -               | -               | -                        | -                        | -                        | -                   | -                   | -                   | -                   | 108   | 32    | 37    |
| 2013-2014             | AS Monaco             | Ligue 1               | 34          | 9           | 12          | 3               | 1               | 1               | 1                 | 0                 | 0                 | -          | -          | -          | -                              | -                              | -                              | -                              | -               | -               | -               | -                        | -                        | -                        | -                   | -                   | -                   | -                   | 38    | 10    | 13    |
| 2014-2015             | Real Madrid           | Liga                  | 29          | 13          | 13          | 4               | 2               | 2               | -                 | -                 | -                 | 2          | 1          | 0          | C1                             | 9                              | 1                              | 3                              | 1               | 0               | 0               | 1                        | 0                        | 0                        | -                   | -                   | -                   | -                   | 46    | 17    | 18    |
| 2015-2016             | Real Madrid           | Liga                  | 26          | 7           | 8           | 1               | 0               | 2               | -                 | -                 | -                 | -          | -          | -          | C1                             | 5                              | 1                              | 0                              | -               | -               | -               | -                        | -                        | -                        | -                   | -                   | -                   | -                   | 32    | 8     | 10    |
| 2016-2017             | Real Madrid           | Liga                  | 22          | 8           | 6           | 3               | 3               | 3               | -                 | -                 | -                 | -          | -          | -          | C1                             | 6                              | 0                              | 2                              | 1               | 0               | 0               | 1                        | 0                        | 1                        | -                   | -                   | -                   | -                   | 33    | 11    | 12    |
| 2019-2020             | Real Madrid           | Liga                  | 8           | 1           | 1           | 3               | 0               | 1               | -                 | -                 | -                 | 1          | 0          | 0          | C1                             | 2                              | 0                              | 0                              | -               | -               | -               | -                        | -                        | -                        | -                   | -                   | -                   | -                   | 14    | 1     | 2     |
| Sous-total            | Sous-total            | Sous-total            | 85          | 29          | 28          | 11              | 5               | 8               | -                 | -                 | -                 | 3          | 1          | 0          | -                              | 22                             | 2                              | 5                              | 2               | 0               | 0               | 2                        | 0                        | 1                        | -                   | -                   | -                   | -                   | 125   | 37    | 42    |
| 2017-2018             | Bayern Munich (prêt)  | Bundesliga            | 23          | 7           | 11          | 4               | 0               | 1               | -                 | -                 | -                 | -          | -          | -          | C1                             | 12                             | 1                              | 2                              | -               | -               | -               | -                        | -                        | -                        | -                   | -                   | -                   | -                   | 39    | 8     | 14    |
| 2018-2019             | Bayern Munich (prêt)  | Bundesliga            | 20          | 7           | 4           | 3               | 0               | 1               | -                 | -                 | -                 | -          | -          | -          | C1                             | 5                              | 0                              | 1                              | -               | -               | -               | -                        | -                        | -                        | -                   | -                   | -                   | -                   | 28    | 7     | 6     |
| Sous-total            | Sous-total            | Sous-total            | 43          | 14          | 15          | 7               | 0               | 2               | -                 | -                 | -                 | -          | -          | -          | -                              | 17                             | 1                              | 3                              | -               | -               | -               | -                        | -                        | -                        | -                   | -                   | -                   | -                   | 67    | 15    | 20    |
| 2020-2021             | Everton FC            | Premier League        | 23          | 6           | 5           | 2               | 0               | 3               | 1                 | 0                 | 1                 | -          | -          | -          | -                              | -                              | -                              | -                              | -               | -               | -               | -                        | -                        | -                        | -                   | -                   | -                   | -                   | 26    | 6     | 9     |
| 2021-2022             | Al-Rayyan SC          | Qatar Stars League    | 12          | 4           | 7           | 1               | 0               | 0               | -                 | -                 | -                 | -          | -          | -          | -                              | -                              | -                              | -                              | -               | -               | -               | -                        | -                        | -                        | -                   | -                   | -                   | -                   | 13    | 4     | 7     |
| 2022-2023             | Al-Rayyan SC          | Qatar Stars League    | 1           | 0           | 0           | 2               | 1               | 0               | -                 | -                 | -                 | -          | -          | -          | -                              | -                              | -                              | -                              | -               | -               | -               | -                        | -                        | -                        | -                   | -                   | -                   | -                   | 3     | 1     | 0     |
| Sous-total            | Sous-total            | Sous-total            | 13          | 4           | 7           | 3               | 1               | 0               | -                 | -                 | -                 | -          | -          | -          | -                              | -                              | -                              | -                              | -               | -               | -               | -                        | -                        | -                        | -                   | -                   | -                   | -                   | 16    | 5     | 7     |
| 2022-2023             | Olympiakos            | Hellas Super League   | 20          | 5           | 6           | 3               | 0               | 0               | -                 | -                 | -                 | -          | -          | -          | C3                             | -                              | -                              | -                              | -               | -               | -               | -                        | -                        | -                        | -                   | -                   | -                   | -                   | 23    | 5     | 6     |
| 2023                  | São Paulo FC          | Série A               | 12          | 1           | 2           | -               | -               | -               | -                 | -                 | -                 | -          | -          | -          | CS                             | 2                              | 0                              | 1                              | -               | -               | -               | -                        | -                        | -                        | -                   | -                   | -                   | -                   | 14    | 1     | 3     |
| 2024                  | São Paulo FC          | Série A               | 2           | 0           | 0           | -               | -               | -               | -                 | -                 | -                 | -          | -          | -          | CL                             | 2                              | 0                              | 0                              | -               | -               | -               | -                        | -                        | -                        | SP                  | 4                   | 1                   | 1                   | 8     | 1     | 1     |
| Sous-total            | Sous-total            | Sous-total            | 14          | 1           | 2           | -               | -               | -               | -                 | -                 | -                 | -          | -          | -          | -                              | 4                              | 0                              | 1                              | -               | -               | -               | -                        | -                        | -                        | -                   | 4                   | 1                   | 1                   | 22    | 2     | 4     |
| 2024-2025             | Rayo Vallecano        | Liga                  | 6           | 0           | 0           | 1               | 0               | 1               | -                 | -                 | -                 | -          | -          | -          | -                              | -                              | -                              | -                              | -               | -               | -               | -                        | -                        | -                        | -                   | -                   | -                   | -                   | 7     | 0     | 1     |
| 2024-2025             | Club León             | Liga MX               | 17          | 2           | 6           | -               | -               | -               | -                 | -                 | -                 | -          | -          | -          | -                              | -                              | -                              | -                              | -               | -               | -               | -                        | -                        | -                        | -                   | -                   | -                   | -                   | 17    | 2     | 6     |
| Total sur la carrière | Total sur la carrière | Total sur la carrière | 392         | 109         | 112         | 39              | 10              | 18              | 10                | 1                 | 3                 | 4          | 1          | 0          | -                              | 76                             | 11                             | 16                             | 2               | 0               | 1               | 2                        | 0                        | 0                        | -                   | 4                   | 1                   | 1                   | 529   | 133   | 151   |

### En sélection nationale
| Saison                | Sélection             | Phases finales          | Phases finales | Phases finales | Phases finales | Éliminatoires CDM | Éliminatoires CDM | Éliminatoires CDM | Matchs amicaux | Matchs amicaux | Matchs amicaux | Total | Total | Total |
| Saison                | Sélection             | Compétition             | M              | B              | Pd             | M                 | B                 | Pd                | M              | B              | Pd             | M     | B     | Pd    |
| --------------------- | --------------------- | ----------------------- | -------------- | -------------- | -------------- | ----------------- | ----------------- | ----------------- | -------------- | -------------- | -------------- | ----- | ----- | ----- |
| 2011-2012             | Colombie              | -                       | -              | -              | -              | 5                 | 1                 | 0                 | 1              | 0              | 0              | 6     | 1     | 0     |
| 2012-2013             | Colombie              | -                       | -              | -              | -              | 6                 | 1                 | 2                 | 1              | 0              | 1              | 7     | 1     | 3     |
| 2013-2014             | Colombie              | Coupe du monde 2014     | 5              | 6              | 2              | 4                 | 1                 | 1                 | 5              | 2              | 1              | 14    | 9     | 4     |
| 2014-2015             | Colombie              | Copa América 2015       | 4              | 0              | 0              | -                 | -                 | -                 | 6              | 1              | 1              | 10    | 1     | 1     |
| 2015-2016             | Colombie              | Copa América Centenario | 6              | 2              | 1              | 4                 | 2                 | 2                 | 1              | 0              | 0              | 11    | 4     | 3     |
| 2016-2017             | Colombie              | -                       | -              | -              | -              | 6                 | 3                 | 2                 | 2              | 1              | 2              | 8     | 4     | 4     |
| 2017-2018             | Colombie              | Coupe du monde 2018     | 3              | 0              | 2              | 3                 | 1                 | 0                 | 4              | 0              | 3              | 10    | 1     | 5     |
| 2018-2019             | Colombie              | Copa América 2019       | 4              | 0              | 2              | -                 | -                 | -                 | 6              | 1              | 3              | 10    | 1     | 5     |
| 2020-2021             | Colombie              | Copa América 2021       | -              | -              | -              | 4                 | 1                 | 0                 | -              | -              | -              | 4     | 1     | 0     |
| 2021-2022             | Colombie              | -                       | -              | -              | -              | 6                 | 1                 | 0                 | -              | -              | -              | 6     | 1     | 0     |
| 2022-2023             | Colombie              | -                       | -              | -              | -              | -                 | -                 | -                 | 4              | 2              | 0              | 4     | 2     | 0     |
| 2023-2024             | Colombie              | Copa América 2024       | 6              | 1              | 6              | 6                 | 1                 | 2                 | 4              | 0              | 0              | 16    | 2     | 8     |
| Total sur la carrière | Total sur la carrière | Total sur la carrière   | 28             | 9              | 13             | 44                | 12                | 9                 | 34             | 7              | 11             | 106   | 28    | 33    |

### Buts internationaux
| Buts en sélection de James Rodríguez | Buts en sélection de James Rodríguez | Buts en sélection de James Rodríguez                 | Buts en sélection de James Rodríguez | Buts en sélection de James Rodríguez | Buts en sélection de James Rodríguez | Buts en sélection de James Rodríguez |
| #                                    | Date                                 | Lieu                                                 | Adversaire                           | Score                                | Résultats                            | Compétitions                         |
| ------------------------------------ | ------------------------------------ | ---------------------------------------------------- | ------------------------------------ | ------------------------------------ | ------------------------------------ | ------------------------------------ |
| 1                                    | 3 juin 2012                          | Estadio Nacional, Lima                               | Pérou                                | 0-1                                  | 0-1                                  | Éliminatoires Coupe du monde 2014    |
| 2                                    | 11 septembre 2012                    | Estadio Monumental David Arellano, Santiago          | Chili                                | 1-1                                  | 1-3                                  | Éliminatoires Coupe du monde 2014    |
| 3                                    | 6 septembre 2013                     | Estadio Metropolitano Roberto Meléndez, Barranquilla | Équateur                             | 1-0                                  | 1-0                                  | Éliminatoires Coupe du monde 2014    |
| 4                                    | 5 mars 2014                          | Stade Cornellà-El Prat, Barcelone                    | Tunisie                              | 1-0                                  | 1-1                                  | Match amical                         |
| 5                                    | 7 juin 2014                          | Estadio Pedro Bidegain, Buenos Aires                 | Jordanie                             | 1-0                                  | 3-0                                  | Match amical                         |
| 6                                    | 14 juin 2014                         | Estádio Mineirão, Belo Horizonte                     | Grèce                                | 3-0                                  | 3-0                                  | Coupe du monde 2014                  |
| 7                                    | 19 juin 2014                         | Estádio Nacional Mané Garrincha, Brasilia            | Côte d'Ivoire                        | 1-0                                  | 2-1                                  | Coupe du monde 2014                  |
| 8                                    | 24 juin 2014                         | Arena Pantanal, Cuiabá                               | Japon                                | 1-4                                  | 1-4                                  | Coupe du monde 2014                  |
| 9                                    | 28 juin 2014                         | Stade Maracanã, Rio de Janeiro                       | Uruguay                              | 1-0                                  | 2-0                                  | Coupe du monde 2014                  |
| 10                                   | 28 juin 2014                         | Stade Maracanã, Rio de Janeiro                       | Uruguay                              | 2-0                                  | 2-0                                  | Coupe du monde 2014                  |
| 11                                   | 4 juillet 2014                       | Estádio Castelão, Fortaleza                          | Brésil                               | 2-1                                  | 2-1                                  | Coupe du monde 2014                  |
| 12                                   | 14 octobre 2014                      | Red Bull Arena, Harrison                             | Canada                               | 1-0                                  | 1-0                                  | Match amical                         |
| 13                                   | 13 novembre 2015                     | Estadio Nacional, Santiago                           | Chili                                | 1-1                                  | 1-1                                  | Éliminatoires Coupe du monde 2018    |
| 14                                   | 24 mars 2016                         | Estadio Hernando Siles, La Paz                       | Bolivie                              | 0-1                                  | 2-3                                  | Éliminatoires Coupe du monde 2018    |
| 15                                   | 4 juin 2016                          | Levi's Stadium, Californie, Santa Clara              | États-Unis                           | 0-2                                  | 0-2                                  | Copa America 2016                    |
| 16                                   | 8 juin 2016                          | Rose Bowl, Californie, Pasadena                      | Paraguay                             | 2-0                                  | 2-1                                  | Copa America 2016                    |
| 17                                   | 1er septembre 2016                   | Estadio Metropolitano Roberto Meléndez, Barranquilla | Venezuela                            | 1-0                                  | 2-0                                  | Éliminatoires Coupe du monde 2018    |
| 18                                   | 23 mars 2017                         | Estadio Metropolitano Roberto Meléndez, Barranquilla | Bolivie                              | 1-0                                  | 1-0                                  | Éliminatoires Coupe du monde 2018    |
| 19                                   | 28 mars 2017                         | Estadio Olímpico Atahualpa, Quito                    | Équateur                             | 0-1                                  | 0-2                                  | Éliminatoires Coupe du monde 2018    |
| 20                                   | 13 juin 2017                         | Coliseum Alfonso Pérez, Getafe                       | Cameroun                             | 1-0                                  | 4-0                                  | Match amical                         |
| 21                                   | 10 octobre 2017                      | Estadio Nacional, Lima                               | Pérou                                | 1-0                                  | 1-1                                  | Éliminatoires Coupe du monde 2018    |
| 22                                   | 12 octobre 2018                      | Raymond James Stadium, Floride                       | États-Unis                           | 0-1                                  | 2-4                                  | Match amical                         |

## Palmarès et distinctions
| Envigado FC (1)                                                       | CA Banfield (1)                                  | FC Porto (6) | AS Monaco                                       | Real Madrid (8) | Bayern Munich (2)                                                                                | Al-Rayyan SC                           | São Paulo FC (1)                          |
| --------------------------------------------------------------------- | ------------------------------------------------ | --- | ----------------------------------------------- | --- | ------------------------------------------------------------------------------------------------ | -------------------------------------- | ----------------------------------------- |
| - Championnat de Colombie de deuxième division (1) - Champion en 2007 | - Championnat d'Argentine (1) - Champion en 2009 | - Ligue Europa (1) - Vainqueur en 2011 - Championnat du Portugal (3) - Champion en 2011, 2012 et 2013 - Coupe du Portugal (1) - Vainqueur en 2011 - Supercoupe du Portugal (1) - Vainqueur en 2012 - Coupe de la Ligue - Finaliste en 2013 | - Championnat de France - Vice-champion en 2014 | - Ligue des champions (1) - Vainqueur en 2016 - Liga (2) - Champion en 2017 et 2020 - Vice-champion en 2015 et 2016 - Supercoupe d'Espagne (1) - Vainqueur en 2020 - Supercoupe de l'UEFA (2) - Vainqueur en 2014 et 2016 - Coupe du monde des clubs (2) - Vainqueur en 2014 et 2016 | - Championnat d'Allemagne (2) - Champion en 2018 et 2019 - Coupe d'Allemagne - Finaliste en 2018 | - Coupe du Qatar : - Finaliste en 2021 | - Coupe du Brésil (1) - Vainqueur en 2023 |

### En équipe nationale
| Colombie (1) |
| --- |
| - Coupe du monde - Quart de finale en 2014 - Copa América - Finaliste en 2024 - Tournoi de Toulon (1) - Vainqueur en 2011 - Individuellement - 112 matchs, 29 buts et 35 passes décisives. |

### Distinctions personnelles
- Élu meilleur joueur du Tournoi de Toulon en 2011.
- Élu jeune joueur de l'année de Liga Sagres en 2012 .
- Élu meilleur joueur de la phase de groupes de la Coupe du monde 2014 .
- Soulier d'or de la Coupe du monde 2014 avec 6 buts.
- Élu meilleur joueur de l'As Monaco en 2014.
- Membre de l'équipe-type UNFP de Ligue 1 en 2013-2014.
- Membre de l'équipe type de la coupe du monde 2014.
- Meilleur passeur de la Ligue 1 en 2013-2014 avec 12 passes décisives[33].
- No 1 des joueurs les plus recherchés dans le monde sur Google durant la période de la Coupe du monde 2014[34].
- Élu personnalité de l'année par les journaux colombiens en 2014.
- Élu meilleur sportif sud-américain par l'AIPS (Association internationale de la presse sportive) en 2014[35].
- 8e au Ballon d'or 2014.
- Élu meilleur milieu de la Liga en 2015.
- Récompensé du Prix LaLiga en 2014/2015 pour avoir inscrit le plus beau but de la saison.
- Membre de l'équipe type de la Liga en 2014-2015.
- Membre de l'équipe de l'année UEFA en 2015.
- Prix Puskás de la FIFA en 2014[36].
- Récompensé par la FIFA pour avoir inscrit le « plus beau but de la Coupe du monde 2014 ».
- Membre de l'équipe type de la Ligue des champions de l'UEFA en 2018.
- Meilleur passeur de la Copa América 2024 avec 6 passes décisives.
- Meilleur passeur sur une édition de Copa América.
- Élu meilleur joueur de la Copa América 2024.
- Membre de l'équipe type de la Copa América 2024[37].

### Distinctions honorifiques
Au cours de la Coupe du monde 2014, il est élu à 3 reprises "Homme du Match",.
- 14 juin 2014 : Colombie / Grèce : 90 minutes jouées, 60 passes, 6 tirs, 1 but[40].
- 19 juin 2014 : Colombie / Côte d'Ivoire : 90 minutes jouées, 54 passes, 2 tirs, 1 but[41].
- 28 juin 2014 : Colombie / Uruguay : 85 minutes jouées, 43 passes, 4 tirs, 2 buts[42].

Au cours de la Coupe du monde de football 2018, il est élu à 1 reprise "Homme du Match".
- 24 juin 2018 : Pologne / Colombie : 90 minutes jouées, 58 passes/67 réussies, 2 passes décisives, 5 dribbles/6 réussis.

## Repères
- 1er match en Championnat d'Argentine de football : Godoy Cruz - CA Banfield (1-1), le 7 février 2009.
- 1er but en Championnat d'Argentine de football : CA Banfield - CA Rosario Central (3-1), le 27 février 2009.
- 1er match en Copa Libertadores : CA Banfield - Monarcas Morelia (2-1), le 10 février 2010.
- 1er but en Copa Libertadores : CA Banfield - Monarcas Morelia (2-1), le 10 février 2010.
- 1er match en Liga Sagres : FC Porto - União Desportiva de Leiria (5-1), le 25 octobre 2010.
- 1er but en Liga Sagres : FC Porto - CS Marítimo (4-1), le 8 janvier 2011.
- 1er match en Ligue Europa : FC Porto - CSKA Sofia (3-1), le 15 décembre 2010.
- 1er but en Ligue Europa : FC Porto - CSKA Sofia (3-1), le 15 décembre 2010.
- 1er match en Ligue 1 : Girondins de Bordeaux - AS Monaco (0-2), le 10 août 2013.
- 1er but en Ligue 1 : AS Monaco - Stade rennais FC (2-0), le 30 novembre 2013.
- 1er but avec le Real Madrid (Supercoupe d'Espagne 2014) : Real Madrid CF - Atlético Madrid (1-1), le 19 aout 2014.
- 1er but avec le Real Madrid (Ligue des champions 2014-2015) : Real Madrid CF - FC Bâle (5-1), le 16 septembre 2014.
- 1er but avec le Real Madrid (Liga BBVA) : Deportivo La Corogne - Real Madrid CF (2-8), le 20 septembre 2014

## Vie privée
James Rodríguez est marié à Daniela Ospina (née le 22 septembre 1992) volleyeuse internationale colombienne et sœur de David Ospina, coéquipier de James en sélection, depuis le 24 décembre 2010. Ils sont les parents d'une fille nommée Salomé, née le mercredi 29 mai 2013 à Medellín[réf. nécessaire].
Le 27 juillet 2017, Daniela Ospina annonce officiellement qu'elle divorce de James Rodríguez et qu'elle retournera avec sa fille dans son pays natal, la Colombie.
Le 2 décembre 2016 est révélé le scandale Football Leaks, où James Rodríguez est accusé d'avoir dissimulé 12 millions d’euros dans des paradis fiscaux.
Son père, dont le prénom est identique, a joué notamment dans le club du Corporación Club Deportes Tolima avec le père de Radamel Falcao, Radamel Enrique Garcia.
Depuis 2018 il est en couple avec la modèle vénézuélienne Shannon de Lima. En octobre 2019 naît son second enfant, un garçon prénommé Samuel[réf. nécessaire].